# Anche Chittanahalli, Nagamangala
Anche Chittanahalli là một làng thuộc tehsil Nagamangala, huyện Mandya, bang Karnataka, Ấn Độ.